# Rozseč (okres Žďár nad Sázavou)
Rozseč (německy Rossetsch) je obec v okrese Žďár nad Sázavou v Kraji Vysočina. Žije zde 90 obyvatel.

## Historie
První písemná zmínka o obci pochází z roku 1349.
V letech 2006–2010 působila jako starostka Emilie Tillhonová, od roku 2010 tuto funkci vykonával Alois Zavadil, nyní je starostou Petr Dočkal.
| Rok            | 1869 | 1880 | 1890 | 1900 | 1910 | 1921 | 1930 | 1950 | 1961 | 1970 | 1980 | 1991 | 2001 |
| Počet obyvatel | 179  | 180  | 174  | 176  | 155  | 151  | 150  | 129  | 114  | 111  | 129  | 121  | 114  |

## Pamětihodnosti
- Zvonička
- Boží muka u obce